# Aérodrome de Cayana
L'aérodrome de Cayana (IATA: AAJ , OACI: SMCA) est un aérodrome desservant les villages autour de Kajana, dans le district de Sipaliwini, au Suriname. La piste est située à l'ouest de Kajana, de l'autre côté du fleuve Suriname,.